# Joerij Krymarenko
Joerij Oleksandrovytsj Krymarenko (Oekraïens: Юрій Олександрович Кримаренко)  (Berdytsjiv, 11 augustus 1983) is een Oekraïens hoogspringer. Hij nam eenmaal deel aan de Olympische Spelen, maar won hierbij geen medailles.

## Loopbaan
Het seizoen van 2005 was succesvol begonnen met een zilveren medaille op de EK voor junioren in Erfurt achter Jaroslav Bába uit Tsjechië, een nieuw persoonlijk record van 2,33 m en het winnen van het Oekraïens kampioenschap hoogspringen.
Onverwachts won Krymarenko goud op het WK 2005 in Helsinki door als enige over een hoogte van 2,32 te springen. Dit was de laagste hoogte sinds tijden waarmee een hoogspringer wereldkampioen werd. Tot zijn belangrijkste favorieten behoorden Stefan Holm (olympisch kampioen 2004) en de Canadees Mark Boswell, die beiden niet over deze hoogte kwamen. 
Op de Olympische Spelen van 2008 in Peking sneuvelde hij in de kwalificatieronde met een beste poging van 2,15.
Krymarenko is aangesloten bij ZS Zhytomyr.

## Titels
- Oekraïens kampioen hoogspringen - 2005, 2008, 2013
- Oekraïens indoorkampioen hoogspringen - 2013, 2014, 2016

## Persoonlijke records
| Onderdeel              | Prestatie | Datum            | Plaats    |
| ---------------------- | --------- | ---------------- | --------- |
| hoogspringen (outdoor) | 2,33 m    | 26 juni 2005     | Langen    |
| hoogspringen (indoor)  | 2,34 m    | 14 februari 2007 | Bydgoszcz |

## Prestaties

### hoogspringen
- 2003:  WK voor militairen - 2,18 m
- 2005: 8e wereldatletiekfinale
- 2005: 6e Universiade
- 2005:  WK - 2,32 m
- 2005:  EK U23 - 2,27 m

1983 Hennadi Avdjejenko ·
1987 Patrik Sjöberg ·
1991 Charles Austin ·
1993 Javier Sotomayor ·
1995 Troy Kemp ·
1997 Javier Sotomayor ·
1999 Vjatsjelav Voronin ·
2001 Martin Buß ·
2003 Jacques Freitag ·
2005 Joeri Krymarenko ·
2007 Donald Thomas ·
2009 Jaroslav Rybakov ·
2011 Jesse Williams ·
2013 Bohdan Bondarenko ·
2015 Derek Drouin ·
2017 Mutaz Essa Barshim ·
2019 Mutaz Essa Barshim ·
2022 Mutaz Essa Barshim ·
2023 Gianmarco Tamberi